# 六合村 (静岡県志太郡)
六合村（ろくごうむら）は、静岡県西部、志太郡にあった村。1955年（昭和30年）1月1日、隣接する島田市に編入された。

## 歴史
- 1884年（明治17年）、道悦島村、阿知ヶ谷村、東光寺村、岸村、細島村、御請新田の６ヶ村は一斉に民選戸長を廃し、連合して役場位置を道悦島村に定め、戸長一名を任命し、用係および筆生と呼ぶ事務員を採用して合同で役場事務を開始した[1]。
- 1889年（明治22年）10月1日 - 町村制施行にあたり、前記６ヶ村が合併し六合村が成立[1]。
- 1955年（昭和30年）1月1日 - 伊久身村の一部、大津村、大長村とともに島田市へ編入され消滅。

## 学校
- 六合村立六合小学校
- 六合村立六合中学校

## 交通
- 国道1号
村中心部を横断。
- 東海道本線
村制当時は通過のみ。1986年に六合駅が開設される。

## 村長
1. 町井平四郎
2. 塚本半二
3. 堤坂藤吉
4. 町井雄一郎
5. 広住久道
6. 塚本熊次郎
7. 塚本蠖三
8. 川村久一